# Graulhet
Graulhet település Franciaországban, Tarn megyében. Lakosainak száma 13 275 fő (2022. január 1.). Graulhet Labessière-Candeil, Briatexte, Brousse, Busque, Cabanès, Missècle, Montdragon, Moulayrès, Puybegon és Saint-Julien-du-Puy községekkel határos.

## Népesség
A település népességének változása:
| Lakosok száma | 11 955 | 11 807 | 12 461 | 12 837 | 12 618 | 12 789 | 12 844 | 12 914 | 13 166 | 13 275 |
|               | 2010   | 2013   | 2015   | 2016   | 2017   | 2018   | 2019   | 2020   | 2021   | 2022   |